# Mike Norris
Michael Kelvin Norris (San Francisco, California, 19 de marzo de 1955), más conocido como Mike Norris, es un exjugador profesional estadounidense de béisbol que se desempeñó en la posición de lanzador en las Grandes Ligas de Béisbol (MLB). Es poseedor de dos Guantes de Oro.

## Carrera
Norris jugó como profesional diez temporadas en Oakland Athletics (1975-1983, 1990), equipo en el que se retiró.

## Premios
Fue galardonado con el Guante de Oro en dos oportunidades (1980 y 1981).